# نیو سالم، ویچیتا، کانزاس
نیو سالم (به انگلیسی: New Salem) یک منطقهٔ مسکونی در ایالات متحده آمریکا است که در کانزاس واقع شده‌است. نیو سالم ۹۴۹ نفر جمعیت دارد و ۳۹۶٫۵۵ متر بالاتر از سطح دریا واقع شده‌است.